# Матеус Мендес Феррейра Пірес
Матеус Мендес Феррейра Пірес (порт. Mateus Mendes Ferreira Pires, нар. 22 січня 1992, Ріу-Клару) — бразильський футболіст, півзахисник.

## Біографія
Вихованець клубу «Корінтіанс». Виступав у командах: «Аваї», «Вело Клуб», «Інтернасьйонал» (Лімейра), «Індепендьєнте» (Лімейра), «Сан-Карлус». В 2012—2015 роках в офіційних змаганнях штату Сан-Паулу провів 110 ігор, забив 7 голів.
14 лютого 2016 року підписав контракт з одеським «Чорноморцем». Дебютував за «моряків» 5 березня 2016 року в домашньому матчі чемпіонату проти львівських «Карпат» (0:0). У грудні 2016 року офіційно залишив одеську команду.